# 马克·韦尔斯
马克·韦尔斯（英語：Mark Wells，1957年9月18日—2024年5月17日），美国男子冰球运动员，场上位置是前锋。他曾代表美国国家队参加1980年冬季奥林匹克运动会冰球比赛，获得一枚金牌。